# Коротенское
Коротенское — опустевшая деревня в Тонкинском районе Нижегородской области. Входит в сельское поселение Пакалевский сельсовет.

## География
Находится на расстоянии примерно 29 километров по прямой на юго-запад от районного центра поселка Тонкино.

## История
Основана в 1853, когда здесь были поселены погорельцы из Макридинского скита, разоренного солдатами. 1870 году было учтено дворов 12 и жителей 88, в 1916 году 22 и 120 соответственно. В годы коллективизации был основан колхоз «Солнце полей». 

## Население
Постоянное население  составляло 2 человека (русские 100%) в 2002 году, 0 в 2010 .